# クローゼットガール
「クローゼットガール」は、日本のヴィジュアル系バンド、R指定が2012年12月26日に発売した、通算12枚目となるシングル。

## 概要
- R指定初の連続シングルリリースで、3か月連続シングルリリースの第2弾シングル。前作「愛國革命」から僅か1か月後に発売された。
- 通常盤と初回限定盤の2形態でのリリースで、初回限定盤にはDVDが封入されており、表題曲「クローゼットガール」のPVとメイキング映像が収録されている他、2012年6月10日の赤坂BLITZで行われた『R指定 全国九大都市単独公演ツアーファイナル サラバココロノ病ミ』の中の演奏曲3曲が収録されている。

## 収録曲

### CD

#### 初回限定盤
1. クローゼットガール
3rdオリジナルアルバム『VISUAL IS DEAD』に収録されたシングル曲の中で、唯一、ライブ映像が収録されていない楽曲である。なお、PVは本作の他にも、ビデオ・クリップ集『映像盤。弐』にも収録されている。
2. 溺愛ドロップ
ライブ・ビデオ集『映像盤。参』には、ツアー『R-shitei oneman tour 2013 世界の終わり』の2013年7月21日のZepp DiverCity Tokyo公演のライブの映像が収録されている。

#### 通常盤
1. クローゼットガール
2. 溺愛ドロップ
3. 死んだ春
通常盤のみの収録。

### 初回限定盤DVD
1. クローゼットガール PV
2. クローゼットガール PV Making
3. 國立少年 -ナショナルキッド- (ライブ映像)
実際のライブでは2曲目に演奏されており、前曲からブレイク無しで演奏されている。
曲の途中で、観客がタオルを振り回す演出がある。
4. 二度死ね (ライブ映像)
実際のライブでは10曲目に演奏されていた。
5. 神風 (ライブ映像)
実際のライブでは11曲目に演奏されていた。

## 収録アルバム
オリジナルアルバム
- 『VISUAL IS DEAD』(#1)

## 収録映像作品
PV収録作品
- 『映像盤。弐』(#1)

ライブ映像収録
- 『映像盤。参』(#2)